# 李天怡
李天怡（1973年3月24日—），臺灣新聞主播、主持人、製作人，畢業於國立政治大學新聞學系。前三立電視新聞部總編輯、三立新聞台《消失的國界》主持人。

## 經歷
- 中央日報記者
- TVBS新聞部記者、上海特派員、主播
- 三立電視新聞部主播、主持人、製作人、財經組組長、採訪中心副主任、新聞部總監（2015年）、新聞部副總經理（2018年-2020年3月）、新聞部編審（2019年9月-2020年3月）、新聞部總編輯（2020年3月9日-2022年2月21日）

## 簡歷
李天怡畢業後考遍台灣各大媒體，但只有平面媒體《中央日報》錄取了她。在《中央日報》擔任記者期間，歷經口蹄疫和台灣加入WTO等事件，累積了許多實務採訪經驗。
離開《中央日報》後，李天怡曾為TVBS新聞部記者、上海特派員及主播；後來轉往三立電視新聞部，擔任三立新聞台《三立晚間新聞》製作人和假日主播。三立新聞台當家主播張雅琴跳槽後，李天怡曾短暫接任《三立晚間新聞》的播報工作。之後，李天怡接任新聞部總監的職位。
2015年4月，李天怡接替陳雅琳的播報工作，正式成為三立新聞台《台灣大頭條》當家主播。曾任《消失的國界》主持人兼製作人，及《世界的教室和你想的不一樣》主持人。
2018年12月21日，李天怡播完《台灣大頭條》後，正式退出主播檯。2020年3月，有爆料稱李天怡被三立電視新聞部從副總經理降職為總編輯，李天怡對外解釋是轉任、非降調。
2022年2月21日，李天怡因涉嫌頑皮世界野生動物園進口非洲野生動物案背信罪，事後向三立電視請辭，所有主持工作暫停；《消失的國界》則由李文儀接棒主持。2024年7月16日，臺灣臺北地方法院一審判決，因無法證明構成背信罪要件，李天怡夫婦無罪；三立集團聲明稿宣布將提起上訴，李天怡則表示「遲來的正義，不一定是正義」。2025年1月22日，臺灣高等法院二審判決，駁回上訴，李天怡夫婦無罪定讞。

### 私生活
- 2002年與時任中國電視公司創意行銷部總監郭人杰結婚，並育有三子。
- 接受專訪時曾透露，會製作《世界的教室和你想的不一樣》的啟發點，來自於當時國中三年級的兒子。

### 軼聞
- 李天怡曾多次傳出與時任三立新聞主播陳雅琳不合「內鬥」，但雙方均予以否認[4]。

- 2011年5月21日，李天怡播報《三立晚間新聞》前身體感到嚴重不適，緊急改由呂惠敏代播。事後證實是心臟方面疾病，決定手術治療[5]。

## 曾播報過的節目
| 時間                         | 頻道       | 節目                         | 備註             |
| 待查                         | 三立台灣台 | 《三立午間新聞》             | 主播             |
| 待查                         | 三立新聞台 | 《三立晚間新聞》             | 假日主播         |
| 2007年3月17日－2007年6月10日 | 三立新聞台 | 《三立晚間新聞》             | 與呂惠敏輪流播報 |
| 待查                         | 三立新聞台 | 《三立整點新聞》             | 主播             |
| 待查                         | 三立台灣台 | 《三立晚間新聞》             | 主播             |
| 待查                         | 三立新聞台 | 《東方大錢潮》               | 主持人           |
| 待查                         | 三立新聞台 | 《1600 INEWS 整點新聞》      | 主播             |
| 2008年9月27日－2022年2月19日 | 三立新聞台 | 《消失的國界》               | 主持人兼製作人   |
| 2015年4月1日－2018年12月21日 | 三立新聞台 | 《台灣大頭條》               | 當家主播         |
| 待查－2020年                 | 三立新聞台 | 《世界的教室和你想的不一樣》 | 主持人           |
| 2020年3月7日－待查           | 三立新聞台 | 《世界之戰疫》               | 主播             |
| 2020年5月24日－待查          | 三立新聞台 | 《新聞8點檔》                | 主播             |

## 獎項紀錄

### 卓越新聞獎
| 年份   | 獲提名 | 獎項                           | 結果 |
| ------ | ------ | ------------------------------ | ---- |
| 2009年 |        | 第八屆卓越新聞獎國際新聞報導獎 | 獲獎 |

### 電視金鐘獎
| 年份   | 獲提名                       | 獎項                             | 結果 |
| ------ | ---------------------------- | -------------------------------- | ---- |
| 2018年 | 《世界的教室和你想的不一樣》 | 第53屆金鐘獎人文紀實節目主持人獎 | 提名 |

## 外部連結
- 李天怡的Facebook專頁
- YouTube上的李天怡辣媽主播頻道